# 蒙特拉約克山 (阿帕塔區)
11°44′08″S 75°18′25″W / 11.73556°S 75.30694°W
蒙特拉約克山（Muntirayuq），是秘魯的山峰，位於該國中部胡寧大區，由豪哈省的阿帕塔區負責管轄，屬於安地斯山脈的一部分，海拔高度4,600米。